# Jan Wołosz
Jan Wołosz (ur. 5 marca 1937 w Majdanie Królewskim, zm. 28 kwietnia 2025 w Warszawie) – polski bibliotekarz, redaktor, wicedyrektor Biblioteki Narodowej od 1991 do 1998, przewodniczący Stowarzyszenia Bibliotekarzy Polskich w latach 2001–2005.

## Życiorys
Urodził się w rodzinie chłopskiej, w 1955 ukończył Liceum Ogólnokształcące w Nowej Dębie i rozpoczął studia na Wydziale Filozoficznym Uniwersytetu Warszawskiego, ale zrezygnował i przeniósł się na Wydział Filologiczny, gdzie odbył studia w zakresie bibliotekoznawstwa, uzyskując w 1961 tytuł magistra. W 1960 podjął pracę w Instytucie Książki i Czytelnictwa w Bibliotece Narodowej, gdzie kierował Zakładem Bibliotekoznawstwa, którego pracownicy zajmowali się badaniami nad organizacją i działalnością bibliotek publicznych i ich wykorzystaniem czytelniczym. W 1975 został przeniesiony na stanowisko sekretarza naukowego – członka Dyrekcji Biblioteki Narodowej, odpowiedzialnego za współpracę zagraniczną i międzynarodową oraz działalność naukową Biblioteki Narodowej. W 1976 otrzymał półroczne stypendium Fundacji Kościuszkowskiej w Stanach Zjednoczonych, aby zapoznać się z działalnością i organizacją bibliotek amerykańskich. Funkcję sekretarza naukowego pełnił do 1991, w latach 1991–1998 był zastępcą dyrektora Biblioteki Narodowej, odpowiedzialnym za sprawy bibliografii, automatyzacji, konserwacji, informacji i udostępniania zbiorów. W latach 1998–2005 pełnił funkcję pełnomocnika Dyrektora Biblioteki Narodowej ds. bibliotek publicznych. W 2005 przeszedł na emeryturę.
Od 1965 członek Stowarzyszenia Bibliotekarzy Polskich. Wielokrotnie reprezentował Bibliotekę Narodową i Stowarzyszenie Bibliotekarzy Polskich na kongresach IFLA oraz w instytucjach krajowych. Jest autorem ok. 900 publikacji (artykułów, recenzji, felietonów, sprawozdań, 9 książek). Publikował na łamach ok. 40 czasopism polskich i zagranicznych. Tematyka jego prac to m.in.: problematyka bibliotek publicznych i narodowych w kraju i za granicą (Szwecja, USA, Dania, Holandia, Hiszpania, Słowacja, Turcja), Biblioteka Narodowa w Warszawie, polityka biblioteczna, zarządzanie w bibliotekarstwie, standaryzacja w bibliotekarstwie europejskim, współpraca międzynarodowa bibliotek, zawód bibliotekarza, kształcenie zawodowe bibliotekarzy, Stowarzyszenie Bibliotekarzy Polskich i IFLA, rynek wydawniczy, społeczna rola książki i czytelnictwa.
Rodzina: żona Maria Teresa (zm. 1998), synowie: Tomasz i Marek.

## Funkcje społeczne
- Wiceprzewodniczący Zarządu Głównego Stowarzyszenia Bibliotekarzy Polskich (1985-1993)[3],
- Przewodniczący Stowarzyszenia Bibliotekarzy Polskich (2001-2005)[4],
- Sekretarz Polskiego Komitetu Współpracy z IFLA (1984-1990),
- Redaktor naczelny „Bibliotekarza” (1991-2011),
- Zastępca redaktora naczelnego „Rocznika Biblioteki Narodowej” i „Polish Libraries Today” (1991-1996),
- Członek Krajowej Rady Bibliotecznej przy ministrze właściwym do spraw kultury i dziedzictwa narodowego (2003-2008) i jej wiceprzewodniczący (2007-2010)[5],
- Wiceprzewodniczący Rady Naukowej Biblioteki Publicznej m.st. Warszawy Biblioteki Głównej Województwa Mazowieckiego (2000-2016),
- Członek Rady Naukowo-Programowej Wojewódzkiej Biblioteki Publicznej im. Hieronima Łopacińskiego w Lublinie (2000-2019)[6],
- Przewodniczący Podkomisji Bibliotecznej Programu Wspierającego Szkolnictwo Wyższe w Fundacji im. Stefana Batorego (1993-1994),
- Członek Zespołu Komitetu Badań Naukowych ds. Krajowej Polityki w Zakresie Informacji Naukowej (1994-1997),
- Członek Zespołu ds. Bibliotek w Radzie Upowszechniania Kultury przy Ministrze Kultury i Dziedzictwa Narodowego i Ministrze Kultury (1999-2002),
- Członek Rady Pozarządowych Organizacji Kulturalnych przy Ministrze Kultury i Ministrze Kultury i Dziedzictwa Narodowego (2005-2008).

## Publikacje
Książki (wg chronologii)
- Charakterystyka obsługi bibliotecznej gromady. Warszawa: BN, 1966 (współautor Jerzy Maj),
- Obowiązki i czynności personelu powiatowej i miejskiej biblioteki publicznej. Warszawa: BN, 1974,
- Organizacja biblioteki i kierowanie jej działalnością. Warszawa: Państwowy Ośrodek Kształcenia Korespondencyjnego Bibliotekarzy, 1974,
- Biblioteka i jej organizacja. Warszawa: Centralna Biblioteka Wojskowa, 1980,
- Organizacja biblioteki i kierowanie jej działalnością. Wyd. 2 zm. i uzup. Warszawa: SBP; Centrum Ustawicznego Kształcenia Bibliotekarzy, 1981, ISBN 83-00001-49-2.
- Biblioteczna współpraca międzynarodowa. Wybrane problemy. Warszawa: Centrum Informacji Naukowej, Technicznej i Ekonomicznej, 1987,
- Nobel i laureaci fundacji. Warszawa: Towarzystwo Wiedzy Powszechnej – Zarząd Główny, 1987,
- Jaka biblioteka publiczna. Warszawa: SBP, 2001. ISBN 83-87629-60-X.
- Meandry polskiego bibliotekarstwa 1991-2011. Warszawa: SBP, 2012. ISBN 978-83-61464-43-3.

Wybrane artykuły (wg chronologii)
- Księgozbiory wiejskich punktów bibliotecznych. „Rocznik Biblioteki Narodowej” T. 1, 1965, s. 44–66,
- Niektóre uwarunkowania działalności i rozwoju Biblioteki Narodowej. „Przegląd Biblioteczny” 1984, z. 3/4, s. 279–289,
- Problemy bibliotek naukowych w perspektywie czterdziestolecia. „Kwartalnik Historyczny” 1984, nr 4, s. 657–670,
- Międzynarodowa współpraca bibliotek polskich. Potrzeby i możliwości. „Przegląd Biblioteczny” 1988, z. ¾, s. 313–324,
- Współpraca bibliotekarzy polskich z IFLA. „Bibliotekarz” 1990, nr 5/6, s. 20–26,
- The role of national libraries and the centralized management system in the countries of Eastern Europe. „Alexandria” 1991, nr 3, s. 131–148,
- Central services of the National Library in Warsaw. „ISBN Review” 1996, vo. 17, s. 114–122,
- Dlaczego bibliografia regionalna? W: Bibliografie regionalne – dokonania – dylematy – wnioski. Materiały z konferencji Puławy 15–16 września 1994 r. Warszawa: SBP, s. 13–20,
- O sytuacji polskich czasopism kulturalnych i naukowych. „Rocznik Biblioteki Narodowej” T. 32, 1996, s. 33–47,
- Biblioteki publiczne w świetle standardów zagranicznych. W: Funkcje ponadlokalne bibliotek publicznych – poziom powiatowy. Warszawa: SBP, 2000, s. 14–24,
- Polityka biblioteczna państwa – oczekiwania i nadzieje. „EBIB” 2001, nr 2, dok. elektroniczny, http://www.ebib.pl/biuletyn-ebib/20/a.php?wolosz
- Stowarzyszenie Bibliotekarzy Polskich a standardy biblioteczne. W: Biblioteki publiczne wobec Unii Europejskiej. Red. Jan Krajewski, Dorota Sawicka. Toruń 2002, s. 9–23,
- Efektywna biblioteka publiczna w społeczeństwie informacyjnym. W: Standaryzacja kosztów w bibliotekach publicznych. Red. Witold Sulimierski, Warszawa, 2003, s. 14–25,
- Changes in Public Librarianship in Poland after the Political Transformation of 1989. „Polish Libraries Today”, 2007, vol. 7, s. 139–144,
- Nowa struktura organizacyjna Biblioteki Narodowej – i co dalej? „Przegląd Biblioteczny” 2008, z. 2, s. 277–294,
- Fenomen Profesor Jadwigi Kołodziejskiej. W: Profesor Jadwiga Kołodziejska. Badaczka i promotorka bibliotek i czytelnictwa. Księga pamiątkowa. Pod red. Jadwigi Sadowskiej. Warszawa: Wydawnictwo Naukowe i Edukacyjne, 2020, s. 29–46.

## Odznaczenia i wyróżnienia
- Srebrny i Złoty Krzyż Zasługi (1975, 1987)[7],
- Krzyż Kawalerski Orderu Odrodzenia Polski (2001),
- Srebrny Medal „Zasłużony Kulturze Gloria Artis”” (2007)[8],
- Medal Towarzystwa Polonia,
- Członek Honorowy Stowarzyszenia Bibliotekarzy Polskich (2005)[9].